# جامع الجديد (اللاذقية)
جامع الجديد أو جامع الوزير سليمان باشا العظم بناه والي طرابلس الشام الحاج سليمان باشا العظم 1139 هـ/ 1727 م.

## التسمية
تم تسميته بالجديد منذ ذلك الوقت لأنه عندما بني كان يعكس وضعه يومئذ، نظراً لتاريخ بنائه مقارنةً مع جوامع البلدة القديمة الأيوبية والمملوكية والعثمانية الأولى.

## وصف معماري
حرم الصلاة مربع الشكل، سماكة جدرانه أكثر من مترين، تعلوه تسع قباب تستند على الجدران، و ترتكز على أربعة أعمدة بازلتية تعلوها تيجان كورنثية من بقايا الأعمدة الرومانية المتناثرة في مدينة اللاذقية.
منبر و محراب رخاميين، يتكون من حجارة ملونة متناوبة، أزيلا في الترميم الأخير للجامع، مما أدى لاستياء البعض، وكان يعلو باب المنبر لوحة كتب عليها بخط الثلث المتداخل:
قبة الميضأة المرتكزة على ثمانية أعمدة وسط ساحة الجامع، وأعلاها قوارير فخارية لتخفيف الوزن، واليوم هي متشققة وآيلة للسقوط.
و هي الظاهرة المعمارية الوحيدة في جوامع المدينة والساحل السوري كله.
رواق شمالي وغرف في جهتي الجامع الشرقية والغربية لطلبة العلم ونزول الغرباء والمجاورين فيما مضى.
الباب الجنوبي الرئيسي وتعلوه زخارف زهرة الزنبق وهي ترمز لـ (لاله دورى) أي عصر الزنبق أو الخزامى، عصر السلطان العثماني أحمد الثالث، و قد شهدت السلطنة في عهده نهضة ثقافية و عمرانية كبيرة.
و يعلو الباب لوحة تؤرخ لإنشاء الجامع:
سبيلا ماء في جهة الجامع الجنوبية الغربية والشرقية، والسبيل الشرقي تزخر واجهته بالزخارف والنقوش، وهي معطلة ومهملة.
الباب الغربي والباب الشرقي للجامع يشكلان مزولة شمسية تحدد وقت الظهر من كل يوم، و قد بنيا بانحراف، فعندما تستتر المصطبة الشمالية للبابين بظل المصطبة الجنوبية و تغمرهما أشعة الشمس يكون النهار قد انتصف تماماً و حان وقت أذان الظهر.
مئذنة رشيقة و جميلة ترتفع قرابة الأربعين متراً، عليها لوحة تأريخيّة:
و تحت اللوحة نجمة سداسية طمست أيضاً، بدون معرفة السبب وكانت هذه المئذنة معتمداً لبقية مآذن المدينة في التوقيت، فبحلول وقت الأذان في الصلوات النهارية كان المؤذن يرفع علماً عليها يشاهده باقي المؤذنين، و أما الصلوات الليلية فكان يرفع فانوساً (قنديل الإشارة).
الغرفة القيصرية في الجهة الجنوبية الشرقية من الجامع بسقفها القرميدي الأحمر المتميز، كانت دائرةً للأوقاف الإسلامية في العهد العثماني، و مقرّاً للمجلس الإسلامي في عهد الاحتلال الفرنسي، و نزل بها العديد من العلماء والدعاة، وهي اليوم مركز للدراسات الإسلامية والتاريخية.
كان الجامع مقراً لموقت مدينة اللاذقية (من يحدد أوقات الصلوات و شهر رمضان و العيدين)، و قد اختفت هذه الظاهرة أيضاً في يومنا الحاضر.
بالإضافة إلى أنّه كان مقرّاً للمدرسة الرشدية (ما يقابل الإعدادية في الوقت الحالي)، و مدرسة الترقي النموذجية في العهد العثماني.
العمود الجنوبي الغربي لحرم الصلاة يعرف باسم عامود المغربي، لأن الشيخ محمد المغربي كان يلقي دروسه عند هذا العمود.
يقوم الجامع على عتبة مائية كبيرة جداً، و غزيرة المياه.